# Állatkínzás
Az állatkínzás a közbiztonság elleni bűncselekmények csoportjába tartozik, a jogszabály védi az állatokat a bántalmazástól, kínzástól. Az egyik leghíresebb állatkínzó Cséry Eszter, aki kiskorában óvónő anyja hatására állatokat ölt és kínzott, a saját unokatestvérét is pszichiátriára juttatta.

## Út a  büntetőjogi védelemhez
- A Nemzetközi Állatvédő Liga 1989. október 21-én fogadta el az Állati jogok egyetemes nyilatkozatát. Ez nemcsak az állatkínzás tilalmával, hanem az állatokkal kapcsolatos pozitív bánásmódról (állatjólét, állati jogok is szól. Magyarországon az Országgyűlés 1998-ban alkotta meg az állatvédelmi törvényt.[1]

## A tényállás bevezetése
E bűncselekményt a 2004. évi X. törvény iktatta be a büntető törvénykönyvbe, 266/B. §-ként. A törvény indokolása szerint Magyarországon olyan méreteket öltött az állatok bántalmazása, kínzása, hogy ez  szükségessé tette az állatok elleni ilyen cselekmények büntethetővé tételét. A szakasz sorszámát 2013. július 1-től 244. §-ra változtatták.

## Az eredeti szöveg
A Btk. 2013. július 1-je előtt hatályban volt szövege (266/B. §) szerint:
- Aki
  - a) gerinces állatot indokolatlanul oly módon bántalmaz, vagy gerinces állattal szemben olyan bánásmódot alkalmaz, amely alkalmas arra, hogy annak maradandó egészségkárosodását vagy pusztulását okozza,
  - b) állattartóként, háziasított emlősállatot vagy az ember környezetében tartott veszélyes állatot elűzi, elhagyja vagy kiteszi,

vétséget követ el, és két évig terjedő szabadságvesztéssel büntetendő.
- Az (1) bekezdés szerint büntetendő, aki a vadászatról szóló törvény által tiltott vadászati eszközzel vagy tiltott vadászati módon vadászik, illetőleg a halászatról szóló törvény által tiltott halfogási eszközzel vagy módon halászik vagy horgászik.[3]
- A büntetés bűntett miatt három évig terjedő szabadságvesztés, ha az (1)-(2) bekezdésben írt bűncselekményt olyan módon követik el, hogy az az állatnak különös szenvedést okoz.[4]

## A hatályos magyar szabályozás
A Btk. 2013. július 1-je óta hatályos szövege (244. §) szerint:
- (1) Aki
  - a) gerinces állatot indokolatlanul oly módon bántalmaz, vagy gerinces állattal szemben olyan bánásmódot alkalmaz, amely alkalmas arra, hogy annak maradandó egészségkárosodását vagy pusztulását okozza,
  - b) állattartóként, háziasított emlősállatot vagy az ember környezetében tartott veszélyes állatot elűzi, elhagyja vagy kiteszi, vétséget követ el, és két évig terjedő szabadságvesztéssel, közérdekű munkával vagy pénzbüntetéssel büntetendő.
- (2) Az (1) bekezdés szerint büntetendő, aki a vadászatról szóló törvény által tiltott vadászati eszközzel vagy tiltott vadászati módon vadászik, illetőleg a halászatról szóló törvény által tiltott halfogási eszközzel vagy módon halászik vagy horgászik.

### Az elkövetési magatartás
A bűncselekmény elkövetési magatartásai a gerinces állat bántalmazása, olyan bánásmód alkalmazása, mely maradandó egészségkárosodást vagy pusztulást okoz. Az (1) bekezdés b, pontját csak állattartó követheti el: háziasított emlősállat (pl. ló, kutya, macska stb.) vagy egyéb veszélyes állat (tigris, óriáskígyó, skorpió) elűzése, elhagyása, kitétele. A (2) bekezdésben elkövetési magatartás, ha a vadászatot tiltott eszközzel vagy módon folytatnak, vagy a halászat tiltott eszközökkel vagy módon történik.

## Joggyakorlat
11/2015. számú büntető elvi döntés: Nem valósul meg az állatkínzás, ha a terhelt olyan módon öli meg az állatokat, amely a háztáji gazdaságokban a baromfi levágásának tipikus módja [1978. évi IV. tv. 266/B. (1) bek. a) pontja].
24/2018. számú büntető elvi határozat: 
I. Végszükség miatt nem valósítja meg az állatkínzás bűntettét, aki az emberek testi épségét, egészségét közvetlen támadással fenyegető kutyát lelövi [Btk. 15. § f) pont, 23. § (1) bek., 244. § (1) bek. a) pont, (2) bek. b) pont].

II. A támadás élőlény általi, más ellen irányuló ártó vagy veszélyeztető erőkifejtés, amellyel szemben helye van védekezésnek. Az állat általi támadással szembeni védekezés lehetősége pedig nem szűkebb, mint amikor a támadást ember hajtja végre [Btk. 22. § (1) bek., 23.§].